# Ругамас, Давид
Дави́д Анто́нио Ругама́с Ле́йва (исп. David Antonio Rugamas Leiva; род. 17 февраля 1990, San Juan Opico, Ла-Либертад) — сальвадорский футболист, играл на позиции нападающего.

## Биография

### Клубная карьера
Ругамас начал футбольную карьеру в «Альянсе», за которую дебютировал в Примере Дивисьон 18 ноября 2011 года в матче с «Агилой» (1:1). Всего в том сезоне он сыграл 3 матча, не отметившись забитыми мячами.
В 2012 году перешёл в клуб низшего дивизиона «Онсе Лобос», в котором играл в течение одного сезона.
В 2013 году Ругамас стал игроком клуба «УЭС». 9 марта 2013 года в матче с клубом «Хувентуд Индепендьенте» Ругамас забил свой первый гол в Примере Дивисьон; матч закончился со счётом 1:1. Летом 2013 года Ругамас стал игроком клуба «Хувентуд Индепендьенте», в котором продолжилась его футбольная карьера. За два сезона в составе этой команды Ругамас в чемпионате страны сыграл 45 матчей и забил 22 гола.
В 2015 году Ругамас перешёл в «Исидро Метапан», в котором показал высокую результативность, забив за сезон 17 голов. 1 октября 2015 года в матче против своей бывшей команды «Хувентуд Индепендьенте» оформил первый хет-трик в карьере; матч завершился победой «Исидоро» со счётом 5:0. В составе «Исидоро» Ругамас играл в течение двух сезонов, но он также играл на правах аренды в Ираке за местный клуб «Аль-Минаа».
В сезоне 2017/18 Ругамас играл за клуб «Агила», сыграв в чемпионате страны 26 матчей и забил 4 гола.
В августе 2018 года Ругамас подписал контракт с клубом «ФАС». В составе этого клуба Ругамас сыграл 32 матча, в которых забил 7 мячей. Летом 2019 года Ругамас уехал в Таиланд, где присоединился к клубу Второго дивизиона «Чиангмай Юнайтед». Всего за этот клуб Ругамас сыграл в чемпионате 10 матчей, в которых забил 3 гола. Позже Ругамас уехал в Гватемалу, где присоединился к команде «Шелаху», за которую сыграл 7 матчей, отметившись одним забитым мячом.
В июне 2020 года Ругамас стал игроком нового клуба «Онсе Депортиво де Ауачапан», за который в сезоне 2020/21 сыграл 34 матча, в которых забил 15 голов. Следующим клубом для Ругамаса стала «Агила», в составе который он отыграл один сезон, сыграв 25 матчей, в которых забил 3 гола. Последним клубом в карьере для Ругамаса стала «Санта-Текла», за которую он сыграл 7 матчей в 2022 году и не отметился забитыми мячами.

### Карьера в сборной
В составе сборной Сальвадора дебютировал 31 мая 2015 года в товарищеском матче со сборной Гондураса, который Сальвадор проиграл со счётом 2:0.
Вошёл в состав сборной для участия в Золотом кубке КОНКАКАФ 2019 года, где сыграл в одном матче со сборной Гондураса, который Сальвадор проиграл со счётом 4:0.
В отборочном турнире КОНКАКАФ на чемпионат мира 2022 года Ругамас стал лучшим бомбардиром сборной Сальвадора в отборе, забив 8 мячей. 6 июня 2021 года в матче со сборной Американских Виргинских островов оформил первый и единственный хет-рик за сборную; матч закончился победой Сальвадора со счётом 7:0.

### Обвинения в мошенничестве
В мае 2024 года Давид Ругамас был арестован по обвинению в мошенничестве. Ругамаса и пятерых человек, среди которых четверо граждан Колумбии, обвиняют в предоставлении скидок и льгот на туристические путёвки и авиабилеты, которые оказались фальшивыми. По данным Генеральной прокуратуры Сальвадора цена авиабилетов, которые продавались в их туристической компании, варьировалась 800 до 4 тысяч долларов.